# Pacco, doppio pacco e contropaccotto
Pacco, doppio pacco e contropaccotto è un film, del 1993, diretto da Nanni Loy.
Il film, strutturato in dieci episodi, ideati e girati sul finire degli anni ottanta inizio novanta da Loy, al suo ultimo lavoro cinematografico, è ambientato nella Napoli in cui imbroglioni più o meno professionisti si arrangiano cercando di truffare il prossimo. Il titolo richiama il sistema del "pacco", ossia della truffa da strada ai danni del malcapitato di turno.

## Trama

### L'esame
Un truffatore si finge poliziotto per esaminare il suo "collega" Gennaro Apicella allo scopo di trovare un socio in affari.
Cast: Leo Gullotta, Angela Luce, Italo Celoro

### Non vedente
Un commissario di Polizia investe e ferisce gravemente un motociclista. In ospedale scopre che il conducente della moto è tale Rosario Aurispa, un impiegato che per anni si è finto non vedente per ottenere un posto di lavoro riservato per legge agli invalidi. Messo alle strette dalle indagini del commissario, Aurispa - per non essere licenziato - ricatta il capo del personale della ditta, minacciando di rivelare gli episodi di corruzione che ha potuto osservare in quanto creduto cieco. Allo stesso tempo comincia a flirtare con la bella infermiera dell'ospedale, e rivela alla fidanzata di sapere dei suoi tradimenti con i colleghi dell'ufficio.
Cast: Nello Mascia, Giobbe Covatta

### Consulenza fiscale
Gennaro Apicella e il suo collega in truffe chiedono del denaro alla moglie di un povero fruttivendolo affetto da ictus ed in attesa di cure, per far sparire dagli archivi del fisco la pratica di un procedimento di riscossione tasse non pagate. Nell'atto vandalico fanno danneggiare dai topi anche il fascicolo di un altro contribuente moroso, su cui scaricano i costi del servizio prestato anche alla donna.
Cast: Italo Celoro, Leo Gullotta, Anita Zagaria

### Il fantasma di via Sanità
Il cavalier Nicola Settimelli, usuraio e falso medium, riesce ad occupare abusivamente un lussuoso appartamento del comune. Ne viene poi sfrattato con un grottesco stratagemma ordito dal vero avente diritto, Alfredo Santoro, la cui moglie Maria si finge vedova perseguitata dallo spirito erotomane del marito.
Cast: Marina Confalone, Gerardo Scala, Silvio Spaccesi, Pia Velsi

### Rientro estivo
Apicella e socio si fingono impiegati di una compagnia di navigazione ed imbarcano alcune famiglie di rientro dalle ferie estive su un traghetto in realtà fermo per manutenzione.
Il set non fu quello del molo Beverello a Napoli come si sostiene nel film, le riprese furono girate presso il traghetto delle ferrovie dello Stato "Scilla", tratta marittima Messina-Villa San Giovanni nel febbraio del 1988.
Cast: Italo Celoro, Leo Gullotta

### Tengo un americano
Gaetano lavora come portinaio in un palazzo che ospita una bisca clandestina. Arrotonda lo stipendio segnalando, prima dell'irruzione, le perquisizioni della polizia. Architetta una truffa ai danni del tenutario della bisca, che gli aveva comunicato lo sfratto per ingrandire i propri locali. Col ricavato di oltre 30 milioni di lire, e precedenti simili raggiri, rivela infine alla moglie di poter comprare casa altrove. Incerti se traslocare ai mari o ai monti, decidono di continuare le truffe, per comprare un appartamento in entrambe le località.
Cast: Enzo Cannavale, Isa Danieli, Giacomo Rizzo, Franco Angrisano

### Psicologia
Apicella e figlio riescono con l'ennesima furbata a convincere alcuni passanti ad acquistare in piena estate un soprabito invernale.
Cast: Germano Bellavia, Italo Celoro

### Cuore di mamma
Un ricco studente sull'orlo della bocciatura paga un'avvenente ballerina di night club, Pupella, per fingere d'essere sua madre e recarsi a scuola per le notizie di scarso rendimento del figlio. Innamoratosi della donna, il professore di matematica fa pressione sul ragazzo per poter reincontrare la madre. All'appuntamento si presenterà invece il padre avvocato dello studente, in realtà anche in questo caso un simulatore (l'autista di famiglia), che minaccerà legalmente e fisicamente il professore, obbligandolo a promuovere a pieni voti l'alunno. L'insegnante deciderà di farsi trasferire ad Avellino per dimenticare quella donna, non notando, per il suo stato d'agitazione, la locandina di un night affissa proprio nella strada vicino a casa, che annuncia l'imminente esibizione di Pupella.
Cast: Luigi Cosentino, Nuccia Fumo, Nunzio Gallo, Alessandro Haber, Angelo Orlando, Mara Venier

### Corruzione
Apicella e socio questa volta riescono a compiere una truffa addirittura ai danni di un estorsore.
Cast: Italo Celoro, Vittorio De Bisogno, Leo Gullotta, Micol Pambieri, Luigi Savoia

### Pacco, doppio pacco e contropaccotto
Due figli di un ricco speculatore edilizio tentano di acquistare sottobanco da venditori ambulanti due costose macchine fotografiche rubate. Vengono tuttavia truffati tre volte in pochi minuti, ricevendo sempre dei mattoni invece della refurtiva pattuita.
Cast: Luigi Attrice, Tommaso Bianco, Giuseppe De Rosa, Oscar Di Maio, Luigi Petrucci